# Hefazat-e-Islam Bangladesh
Hefazat-e-Islam Bangladesh (bengali : হেফাজতে ইসলাম বাংলাদেশ) ou Hifazat-e-Islam Bangladesh est un groupe islamiste de défense des droits des enseignants et des étudiants de la madrasa,,,. En 2013, il a soumis au gouvernement du Bangladesh une charte en treize points, dans laquelle il demandait l'adoption d'une loi sur le blasphème,.

## Histoire
Hefazat-e-Islam a été formé en 2010, en tant que groupe de pression comprenant les enseignants de plusieurs madrasas à Chittagong, au Bangladesh. La formation aurait été déclenchée par le projet de « Politique de développement des femmes » de 2009. Le 24 février 2010, Hefazat a voulu organiser un rassemblement à Laldighi Maidan, Chittagong, pour protester contre la décision du gouvernement d'interdire la politique religieuse, d'annuler le cinquième amendement à la Constitution et de proposer une politique de l'éducation qui aurait mis fin à l'éducation à la madrasa. La police a refusé leur demande d'organiser un rassemblement et a blessé dix-neuf manifestants. Quelques-uns de ces étudiants de madrasa ont été arrêtés par la police et relâchés par la suite. En 2011, le Hefajat-e-Islam a protesté contre certains aspects de la politique de développement des femmes proposée,.
Selon The Economist, Hefazat est financé par des islamistes doctrinaires en Arabie Saoudite.

## Leadership

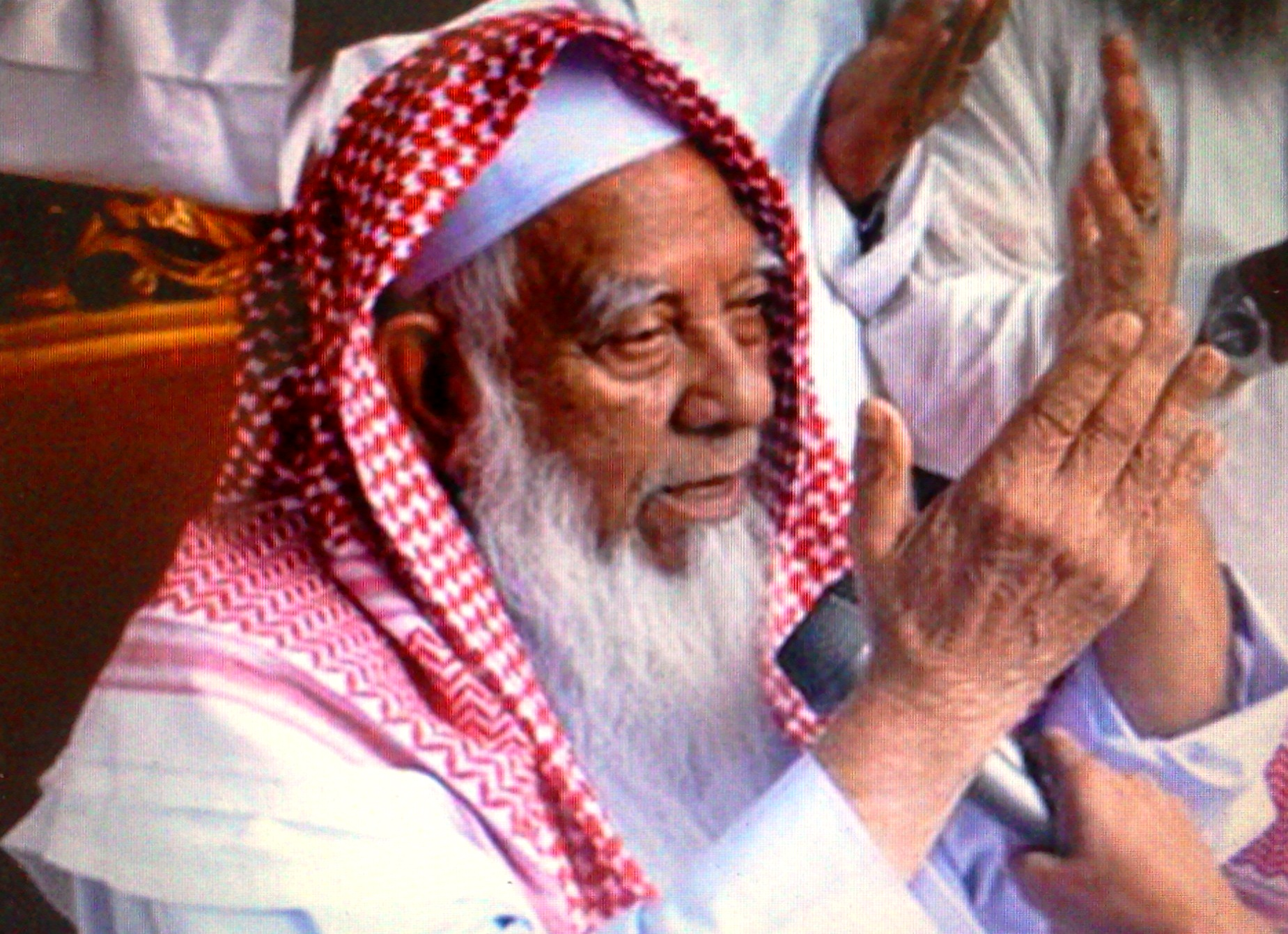
Ahmad Shafi (1916-2020)

Ahmad Shafi (en), directeur de la madrasa Hathazari (en) et le mufti Izharul Islam (en), président du parti islamiste Islami Oikya Jote (en), sont considérés comme les fondateurs du Hefazat-e-Islam,,. Allama Junaid Babunagari (en) est le secrétaire général de l'organisation.

## Agitation de la demande en 13 points
En 2013, le Hefajat-e-Islam a été réformé après l'allégation selon laquelle certains manifestants des manifestations du Shahbag auraient été impliqués dans la publication de contenus offensants pour les musulmans sur des blogs, y compris la représentation de Mahomet comme un personnage pornographique. Ils ont organisé un rassemblement vers la capitale Dacca, exigeant l'application de la peine capitale aux « blogueurs athées » impliqués dans le mouvement Shahbag et une loi contre le blasphème,,. En réponse, les blogueurs ont commencé un blackout du blog bengali pendant 92 heures,.
Les 13 points du groupe islamiste comprennent :
- Restaurez l'expression « Foi et confiance totales en Allah le Tout-Puissant » dans la constitution.
- Adopter une loi au Parlement maintenant une disposition de la peine de mort pour empêcher la diffamation de l'Islam.
- Prendre des mesures pour punir sévèrement les athées et les blogueurs autoproclamés, qui dirigent le mouvement Shahbagh, et les anti-islamistes qui font des remarques désobligeantes contre Mahomet. Prendre également des mesures pour arrêter la propagation de la « propagande »[24].
- Mettre fin à l'infiltration de toute « culture étrangère », y compris l'« impudeur » au nom de la liberté d'expression de l'individu, des activités antisociales, de l'adultère, du libre mélange des hommes et des femmes et de l'allumage des bougies[16]. Mettre fin au harcèlement des femmes, à la fornication ouverte et à l'adultère, au harcèlement sexuel, à toutes les formes de violence contre les femmes et à la fin de la tradition de la dot[24].
- Rendre l'enseignement islamique obligatoire du primaire au secondaire supérieur en annulant la politique en faveur des femmes et la politique d'éducation antireligieuse.
- Déclarer officiellement les Ahmadiyyyas non musulmans[16],[24].
- Arrêt de l'érection de sculptures aux intersections, dans les écoles, les collèges et les universités partout au pays.
- La levée des restrictions sur les prières pour les oulémas dans toutes les mosquées du pays, y compris la mosquée nationale Baitul Mukarram[16].
- Stopper le contenu anti-islamique dans les médias[24]
- Halte aux activités anti-islamiques des ONG à travers le pays, y compris dans les Chittagong Hill Tracts[24] ;Hefazat craint une « conspiration étrangère » pour séparer les Chittagong Hill Tracts du Bangladesh et en faire un État chrétien[2].
- Mettre fin aux attaques et aux exécutions extrajudiciaires d'oulémas[16].
- Mettre fin au harcèlement des enseignants et des élèves des madrassas et des oulémas Qawmi (en)[16].
- Liberté pour tous les étudiants oulémas et madrassas arrêtés et le retrait de toutes les plaintes déposées contre eux, l'indemnisation des victimes et la traduction en justice des agresseurs[16].

### Longue marche en avril 2013
Le 6 avril 2013, Hefazat-e-Islam a organisé une longue marche vers la région de Motijheel (en) à Dacca depuis Chittagong, Sylhet et Rajshahi pour faire pression en faveur de leur demande de treize points. C'est ce que certains médias ont surnommé le « siège de Dacca ». Nowsher Khan, leader de la Ligue Awami, est mort des suites de blessures à la tête lors d'un affrontement entre les militants de son parti et ceux de Hifazat-e Islam à Bhanga dans le district de Faridpur. Les partisans du Hefazat ont également attaqué lors d'un rassemblement du Comité Ghatak Dalal Nirmul à Dacca depuis leur procession, blessant plusieurs personnes, dont un policier Les partisans de Hefazat ont également attaqué et blessé Afsar Ahmed, le vice-chancelier de l'université Jahangirnagar (en), et aurait menacé des journalistes,,,.

### Manifestations des 5–6 mai
Le 5 mai 2013, Hefajat a organisé un rassemblement dans la capitale, Dacca, à la demande de ses treize points. Le 4 mai, les militants de Hefazat se sont rassemblés aux six entrées de Dacca, créant un blocus, dès l'aube du 5 mai. À midi, avec la permission de la  Dacca Metropolitan Police (en) (DMP), des militants sont entrés à Dacca et ont commencé à se diriger vers la mosquée Baitul Mukarram afin d'assister à un service de prière Cependant, les militants de Hefazat-e-Islam ont été attaqués par les militants de la Ligue Awami au pouvoir, qui utilisaient la rue Gulistan pour atteindre la place Shapla, à divers endroits, à l'aide d'armes létales telles que des pistolets et des fusils,. En retour, pour se protéger, les militants Hefazat leur ont jeté des briques. Au cours des affrontements, deux journalistes de télévision ont été blessés, apparemment par des manifestants de Hefazat. Vers 15 h, alors que les dirigeants de Hefazat prononçaient des discours, le secrétaire général de la Ligue Awami, Sayed Ashraful Islam, lors d'une conférence de presse, les a menacés de quitter Dacca. D'autre part, le Parti nationaliste bangladais (BNP), parti d'opposition, a affirmé que les membres de Hefazat avaient le droit démocratique de se réunir et de défendre leur cause. Des partisans de Hefazat auraient incendié des librairies situées à côté de la porte sud du Baitul Mukarram pendant leur programme, brûlant par inadvertance des exemplaires du Coran, et ont agressé deux journalistes. Toutefois, les rapports de cet événement sont contestés, et Hefazat nie avoir brûlé des livres. Selon le dirigeant du BNP MK Anwar, les Corans ont été brûlés par Debashih, chef de l'aile de la Ligue Awami du parti au pouvoir, la ligue Swechchhasebak. Hefazat nie également les incidents violents de vandalisme et les incendies criminels qui lui sont attribués.
Aux petites heures du matin du 6 mai, les forces de sécurité de la police, le bataillon d'élite d'action rapide et les gardes-frontières paramilitaires du Bangladesh (en) ont lancé conjointement une opération appelée « Opération Shapla sécurisée » pour prévenir la violence d'Hefazat en les chassant de Dacca,,. Au début de l'opération, la police a coupé l'alimentation électrique dans la zone commerciale de la ville, mais l'opération a été retransmise en direct sur quelques chaînes de télévision. Au cours des opérations, deux chaînes de télévision, Diganta Television (en) et Islamic TV (en), ont été fermées,.

#### Victimes
Selon les estimations du gouvernement, cette opération a fait onze victimes, dont quelques membres des forces de l'ordre, alors que le Daily Star n'a fait que cinq morts. Ce chiffre a été rejeté par Human Rights Watch et d'autres agences de presse. Hefazat et le BNP ont d'abord affirmé que 2 000 à 3 000 personnes avaient été tuées au cours de ces opérations. Un journaliste britannique a confirmé qu'au moins trente-six personnes étaient mortes,, ce qui est également rejeté par le gouvernement. Selon The Economist et des diplomates européens, jusqu'à cinquante personnes ont été tuées à Dacca, En raison des divergences de vues, Human Rights Watch a demandé la création d'un organisme indépendant chargé d'enquêter sur les morts des manifestants,,. Le poète et activiste Farhad Mazhar a déclaré que le gouvernement et les médias faisaient une campagne de dissimulation et de désinformation. Human Rights Watch conteste les affirmations de l'opposition selon lesquelles deux cents personnes auraient perdu la vie, mais reconnaît qu'un massacre a eu lieu,. Amnesty International a exigé que le gouvernement du Bangladesh mette immédiatement en place une enquête indépendante et impartiale pour enquêter sur les excès de la police.
Le 6 mai 2013, les manifestations se sont propagées dans tout le pays. À Narayanganj, des étudiants et des enseignants d'une madrasa locale ont organisé des manifestations et bloqué l'autoroute Dacca-Chittagong,.  En retour, la police a tiré plusieurs centaines de coups de feu, tuant vingt-sept personnes. À Hathazari, Chittagong, six personnes ont été abattues par la police. À Bagerhat, un membre de Hefazat est mort dans un affrontement entre manifestants et policiers.

### Poursuites judiciaires
Le gouvernement a déposé douze plaintes contre de hauts dirigeants de Hefazat pour meurtre, vandalisme, incendie criminel et destruction de biens et d'autres accusations, à la suite d'une demande d'enquêtes impartiales de la part des organismes d'appui. En 2014, une plainte a été déposée devant la Cour pénale internationale contre vingt-cinq ministres et responsables de la sécurité du Bangladesh, dont le Premier Ministre Sheikh Hasina, pour torture, disparition forcée, exécutions extrajudiciaires et massacres.

## Poursuites judiciaires

### Poursuite pour laïcité
En 2016, des militants laïques dirigés par Anisuzzaman ont présenté une pétition pour retirer l'islam de la Constitution du Bangladesh. Ils ont fait valoir que la laïcité étant l'un des quatre principes fondamentaux de la première constitution de 1972, elle devrait être rétablie. La laïcité a été supprimée de la Constitution en 1975, et l'islam comme religion d'État en 1988, pendant le mandat de Hussain Mohammad Ershad à la présidence.En 1988, peu de citoyens laïques du Bangladesh avaient déposé une pétition pour rétablir la laïcité dans la Constitution. Le 27 mars 2016, un tribunal bangladais a accepté une demande de retrait de l'islam en tant que religion d'État. Hefazat-e-Islam aurait menacé avec de la résistance armée si l'islam était abandonné comme religion d'État. Le tribunal a rejeté la requête, déclarant que ceux qui l'avaient présentée n'avaient pas le droit de le faire. Un avocat et porte-parole de Hefazat a fait valoir que le fait d'avoir l'islam comme religion d'État n'affecterait pas les religions minoritaires car « les minorités ne feront pas l'objet de discrimination car la Constitution leur garantit une garantie. ». Ils ont également noté que la pétition n'était pas nécessaire car les musulmans bangladais respectaient les religions minoritaires et « donnaient un exemple formidable d'harmonie communautaire, même après avoir fait de l'islam une religion d'État ».

### Statue de déesse grecque
En 2017, les partisans de Hefazat-e Islam ont protesté contre l'exhibition d'une figure de la déesse grecque de la justice devant la Cour suprême, la qualifiant de mesure et de complot visant à saper l'Islam au Bangladesh. Hefazat-e-Islam a ensuite demandé à la Cour suprême du Bangladesh d'enlever la statue, qui était soutenue par la Ligue Awami et par la Ligue Awami Olama du Bangladesh (en) et un rédacteur en chef.

## Controverse

### Allégations de liens avec Jamaat e Islami
Le gouvernement de la Ligue Awami allègue que Hefazat fait front pour Jamaat-e-Islami et cherche à faire dérailler les tribunaux internationaux pour les crimes de guerre commis en 1971, cependant Hefazat nie tout lien avec Jamaat-e-Islami, et allègue qu'il s'agit d'une diffamation pour subjuguer les islamistes dans la vie publique. Les analystes disent aussi que toute revendication de relation est déconcertante car Ahmad Shafi appartient à une bande d'islamistes qui, contrairement à Jamaat, ne s'est pas opposée à l'indépendance du Bangladesh, a soutenu une Inde unie et a rejeté la création du Pakistan en 1947. L'ambassadeur d'Allemagne au Bangladesh, Albrecht Conze, a estimé que Hifazat exige le fondamentalisme au Bangladesh. Cependant, en 2014, des diplomates de l'ambassade des États-Unis au Bangladesh ont rencontré les dirigeants de Hefazat et discuté de leurs revendications.

### Allégations de liens avec des dirigeants pro-talibans
Maulana Habibur Rahman, directeur de madrasa de Sylhet et l'un des organisateurs de la manifestation Hefazat-e Islam du 5 mai, a affirmé avoir rencontré Oussama Ben Laden, avec des membres de l'organisation militante interdite Harkat-ul Jihad al-Islami, en 1998.  En 2014, le porte-parole Azizul Haque Islamabadi a déclaré :

« Il règne un environnement agréable et paisible au Bangladesh. Les gens vivent en paix et dans une telle situation, l'annonce faite par le chef d'Al-Qaïda, Zawahiri, a rendu la population craintive et inquiète. Le Bangladesh avait déjà connu des activités militantes et des actes de terrorisme de la part de moudjahidin Jama'atul Mujahideen Bangladesh et de Harkat-ul Jihad. Mais ils n'ont pas réussi et Al-Qaïda n'a pas réussi au Bangladesh malgré leur annonce. »

### Explosion dans une madrasa affiliée
Le 7 octobre 2013, une explosion s'est produite dans une madrasa dirigée par le leader du Hefazat-e-Islam, le mufti Izharul Islam Chowdhury,,. La police aurait saisi des explosifs après le raid,. Les autorités de la madrasa avaient affirmé que l'onduleur des ordinateurs de l'école et des ordinateurs portables avaient explosés.